# Municipio de Peabody (Dakota del Norte)
El municipio de Peabody (en inglés: Peabody Township) es un municipio ubicado en el condado de Bottineau en el estado estadounidense de Dakota del Norte. En el año 2010 tenía una población de 18 habitantes y una densidad poblacional de 0,19 personas por km².

## Geografía
El municipio de Peabody se encuentra ubicado en las coordenadas 48°51′26″N 100°37′56″O / 48.85722, -100.63222. Según la Oficina del Censo de los Estados Unidos, el municipio tiene una superficie total de 93.36 km², de la cual 92,2 km² corresponden a tierra firme y (1,24 %) 1,16 km² es agua.

## Demografía
Según el censo de 2010, había 18 personas residiendo en el municipio de Peabody. La densidad de población era de 0,19 hab./km². De los 18 habitantes, el municipio de Peabody estaba compuesto por el 94,44 % blancos, el 5,56 % eran amerindios. Del total de la población el 0 % eran hispanos o latinos de cualquier raza.